# Orquídeas
Orquídeas [oɾˈkiðeas] (spanisch für Orchideen) ist das vierte Studioalbum der kolumbianisch-US-amerikanischen Sängerin Kali Uchis. Veröffentlicht wurde es am 12. Januar 2024 über das Label Geffen Records. Das Album ist nach Sin miedo das zweite spanischsprachige Werk der Sängerin. Als Gastkünstler fungierten u. a. der mexikanische Sänger Peso Pluma sowie die ebenfalls aus Kolumbien stammende Sängerin Karol G.

## Entstehung und Hintergrund
Am 21. April 2021 gab Uchis während eines Presseinterviews mit der Zeitschrift Billboard bekannt, dass sie zu diesem Zeitpunkt zwei neue Studioalben fertiggestellt habe. Red Moon in Venus war das erste der beiden Werke und wurde am 3. März 2023 veröffentlicht.
Die am 4. August 2023 veröffentlichte Kollaboration Muñekita mit dem dominikanischen Rapper El Alfa und der Sängerin JT von der Gruppe City Girls war die erste Singleauskopplung des neuen Albums. Am 11. Oktober gab Uchis schließlich den Titel des neuen Werkes bekannt. Das neue Album mit dem Titel Orquídeas erschien offiziell am 12. Januar 2024 und ist das fünfte Studioalbum der Sängerin. Es ist zudem das zweite, in welchem sie ausschließlich in spanischer Sprache singt. Am 16. Oktober verkündete Uchis die Veröffentlichung einer weiteren Single. Vier Tage später, am 20. Oktober, erschien mit Te Mata die zweite Auskopplung. Der Song Labios Mordidos, welcher in Zusammenarbeit mit Karol G entstand, war der dritte und letzte Singletrack des Albums. Ein dazugehöriges Musikvideo erschien am 24. November 2023 auf YouTube und anderen Videoplattformen. Trotz seiner teils sexuell anzüglichen Szenen wurde das Video seitens der Kritiker sowie Fans gelobt und erhielt viel positive Rezensionen.

## Musikalischer Inhalt und Stil
Wie bei den Vorgängeralben Isolation und Sin miedo weist auch Orquídeas unterschiedliche Musikstile und Genres auf. Die Mehrzahl der Songs sind ausschließlich im Stil des R&B, Pop, Synthiepop und des Reggae. Es sind aber auch Elemente des Funk und des Neo-Soul zu finden.
So beginnt zum Beispiel der Eröffnungstrack ¿Como Así? mit einem Lachen der Sängerin und diversen „Aahs“ und „Oohs“. Zum Abschluss bedankt sie sich mit einem Kuss bei ihren Zuhörern.
Im Gegensatz zu Sin miedo, welches größtenteils von unerfüllten Sehnsüchten und Träumen handelt, singt Uchis über Glückseligkeit und Triumph über die Liebe, aber auch über die Selbstermächtigung der Frau, wie beispielsweise in Diosa (span. für „Göttin“) oder der Wunsch nach Zuneigung und Bestätigung (im Track „Heladito“). Es stellt einen vollständigen Kontrast zu ihren bisherigen Werken dar. Bereits bei Isolation hat Uchis auch bei diesem Album bewusst zwischen englischer und spanischer Sprache gewechselt; manchmal mitten in einem Satz. Ein Großteil der Lieder sind fließend bilingual. Beispielsweise wird dies im 2. Track Me Pongo Loca deutlich. In diesem singt sie u. a. “I get a lil' nit crazy, pero es no mi culpa”.
Ein Großteil der Songs des Albums sind „langsam wiegende Balladen“. Dabei wechselt der Stil zwischen lateinamerikanischen Klängen und modernen Popelementen. Die Kollaborationssingle Muñekita (span. für „Püppchen“) mit dem Rapper El Alfa und Rapperin JT wurde in Form eines tempowechselnden Dembow-Track mit 112 Beats pro Minute produziert. Sie handelt von Selbstvertrauen, Kraft sowie Sinnlichkeit, aber auch die Themen Selbstermächtigung, sexuelle Befreiung und die Akzeptanz der eigenen Individualität. Die Texte des Liedes betonen den Wunsch, jemandes gewünschte „Kleine Puppe“ zu sein, die eine starke Präsenz ausstrahlt.
Die zweite Kollaboration Labios Mordidos (span. für „Gebissene Lippen“), die in Zusammenarbeit mit Karol G entstand, enthält Einflüsse von Reggae. In diesem Song singt Uchis vollständig in spanischer Sprache. Produziert wurde er hauptsächlich von Manuel Lara und Albert Hype, aber auch Uchis und Karol G beteiligten sich an der Produktion. Inhaltlich geht es um eine lesbische Beziehung zwischen zwei Frauen, die sich lieben und gegenseitig verführen.
Te Mata (span. für „Es bringt dich um“), der 6. Song und zugleich dritte Auskopplung, enthält klassische Elemente der lateinamerikanischen Musik und melancholische Klänge. Es ist in Form eines Boleros geschrieben und wird von Streichinstrumenten und Hintergrundstimmen begleitet. Der Song handelt von Liebe, Eifersucht und schwierigen Beziehungen; eine Frau, die von ihrem Mann verlassen wird, weil dieser sich in eine andere Frau verliebt hat. Zum Schluss bringt die betrogene Frau ihren Exmann aus Wut um.
Der 14. und letzte Track Dame Beso/Muévete wiederum wird zu Beginn von Klavierklängen und einem Horn begleitet. Zum Ende hin geht es in einen älteren, fast ländlichen Rhythmus über. Der Song ist in zweit Teile gegliedert: In Dame Beso behandelt Liebe und Zuneigung sowie die Dualität menschlicher Erfahrungen und Emotionen. Die Liedtexte beschreiben das Bedürfnis nach Aufmerksamkeit und Sehnsucht des Sprechers.
Der zweite Teil Muévete stellt eine Metapher für Freiheit und Selbstdarstellung dar und den negativen Emotionen mittels Tanzes zu entfliehen.

## Kritiken
Orquídeas erhielt von Kritikern überwiegend positive Rezensionen. Bei Metacritic erhielt das Album eine Durchschnittswertung von 87 von 100 basierend auf 13 Rezensionen, was eine weithin positive Rezeption erkennen lässt. Thom Jurek schrieb bei AllMusic: „Uchis remains true to herself by restlessly expanding her music’s stylistic reach, embracing the past as instructor to the present. It is as aesthetically appealing as it is musically adventurous.“ Die Bewertung war 4,5 von fünf Sternen.

### Preise
Wie die Vorgängeralben Isolation und Sin miedo erhielt auch Orquídeas zahlreiche Auszeichnungen von diversen Musikmagazinen und -zeitschriften.
| Veröffentlichung | Liste                       | Platzierung | Ref.   |
| ---------------- | --------------------------- | ----------- | ------ |
| Billboard        | The Best Albums of 2024     | 11          | [ 36 ] |
| Complex Networks | The Best 50 Albums of 2024  | 49          | [ 37 ] |
| The Guardian     | The 50 Best Albums of 2024  | 22          | [ 38 ] |
| Time Out         | The Best Albums of 2024     | 12          | [ 39 ] |
| Uncut            | 80 Best Albums of 2024      | 77          | [ 40 ] |
| Pitchfork        | The 50 Albums of 2024       | 36          | [ 41 ] |
| Paste            | The 100 Best Albums of 2024 | 65          | [ 42 ] |
| Rolling Stone    | The 100 Best Albums of 2024 | 96          | [ 43 ] |
| Slant Magazine   | The 50 Best Albums of 2024  | 17          | [ 44 ] |
| KCRW             | The 30 Best Albums of 2024  | 27          | [ 45 ] |
| Variety          | The Best Albums of 2024     | 2           | [ 46 ] |

## Titelliste
| Nr. | Titel                                     | Autor(en) | Produzent(en)                                                                                    | Laufzeit |
| --- | ----------------------------------------- | --- | ------------------------------------------------------------------------------------------------ | -------- |
| 1.  | ¿Cómo Así?                                | Kali Uchis, Mark Spears, Matthew Bernard, Carter Lang                                                                                               | Mark Spears, Carter Lang                                                                         | 2:49     |
| 2.  | Me Pongo Loca                             | Kali Uchis, Mark Spears, Matthew Bernard, Ricard Isong, Samuel Awuku                                                                                | Mark Spears, Richard Isong, Sammy Soso, Austin Jux-Chandler b c                                  | 2:57     |
| 3.  | Igual Que Un Ángel (feat. Peso Pluma)     | Kali Uchis, Manuel Lorente, Carter Lang, Dylan Wiggins                                                                                              | Carter Lang, Dylan Wiggins, Austin Jux-Chandler b, Jean Rodríguez c                              | 4:20     |
| 4.  | Pensamientos Intrusivos                   | Kali Uchis, Carter Lang, Nolan Lambroza, Westen Weiss                                                                                               | Carter Lang, Nolan Lambroza, Westen Weiss, Austin Jux-Chandler b                                 | 3:12     |
| 5.  | Diosa                                     | Kali Uchis, Mark Spears, Matthew Bernard, Richard Isong, Samuel Awuku, Victor Ekpo, Ayanna                                                          | Mark Spears, Richard Isong, Sammy Soso, Austin Jux-Chandler b                                    | 2:36     |
| 6.  | Te Mata                                   | Kali Uchis, Manuel Lara, Josh Crocker, Julián Bernal                                                                                                | Kali Uchis, Manuel Lara, Josh Crocker, Julián Bernal                                             | 3:52     |
| 7.  | Perdiste                                  | Kali Uchis, Mark Spears, Richard Isong | Mark Spears, Richard Isong                                                                       | 2:24     |
| 8.  | Young Rich & in Love                      | Kali Uchis, Jakob Rabitsch Yakob, Pasqué, Irvin Mejia                                                                                               | Kali Uchis, Jakob Rabitsch Yakob, Pasqué, Irvin Mejia                                            | 3:18     |
| 9.  | Tu Corazón Es Mío…                        | Kali Uchis, Jakob Rabitsch Yakob, Pasqué, Irvin Mejia                                                                                               | Kali Uchis, Jakob Rabitsch Yakob, Pasqué, Irvin Mejia                                            | 2:45     |
| 10. | Muñekita (feat. El Alfa & JT)             | Kali Uchis, Emanuel Herrera Batista, Jatavia Johnson, Chael Betances, Hector Mazzarri, Francisco Briceño Villa, Lorna Aponte Acosta, Rodney Donalds | Hector Mazzarri, FABV, Austin Jux-Chandler c                                                     | 3:39     |
| 11. | Labios Mordidos (feat. Karol G)           | Kali Uchis, Carolina Giraldo Navarro, Cristina Chiluiza, Brandon Cores, Lara, Alberto Melendez                                                      | Lara, Albert Hype, Austin Jux-Chandler                                                           | 3:15     |
| 12. | No Hay Lay Parte 2 (feat. Rauw Alejandro) | Kali Uchis, Raúl Ocasio Ruiz, Chiluiza, Servando Primera Mussett, Cristian Salazar, Pablo Díaz-Reixa, Jack Latham, Marcos Masís                     | Kali Uchis, El Guincho, Jam City, Ovy on the Drums, Geeneus, Tainy, Jakob Rabitsch Yakob, Pasqué | 3:08     |
| 13. | Heladito                                  | Kali Uchis | Josh Crocker, Austin Jux-Chandler b                                                              | 2:24     |
| 14. | Dame Beso/Muévete                         | Kali Uchis, Martin Rodríguez Vicente, Giancarlo Calderon, Guillermo Parra                                                                           | Cromo X, Gil Produc a, Polo Parra a, Austin Jux-Chandler b                                       | 3:35     |

## Orquídeas Parte 2
Am 9. August 2024 erschien eine Neuaufnahme (Reissue) ihres vierten Studioalbums Orquídeas. Die Neuauflage wurde sieben Monate später über das Label Capitol Records veröffentlicht. Uchis äußerte im April 2024 in einem Interview gegenüber dem Radiosender KRRL, dass sie plane, drei aus früherer Produktion übrig gebliebenen Demotracks eine Deluxe-Version zu produzieren. Im August kurz vor der Veröffentlichung teilte sie mit, dass das neue Album insgesamt 18 Lieder enthalten wird, davon 14 Songs des Originals, 3 neue Songs sowie einen Remix von Young, Rich & In Love des Künstlers Kaytranada. Orquídeas Parte 2 ist das erste musikalische Werk, welches unter einem anderen Label neu veröffentlicht wurde.

### Titelliste
| Nr. | Titel                                     | Autor(en) | Produzent(en)                                                                                    | Laufzeit |
| --- | ----------------------------------------- | --- | ------------------------------------------------------------------------------------------------ | -------- |
| 1.  | ¿Cómo Así?                                | Kali Uchis, Mark Spears, Matthew Bernard, Carter Lang                                                                                               | Mark Spears, Carter Lang                                                                         | 2:49     |
| 2.  | Me Pongo Loca                             | Kali Uchis, Mark Spears, Matthew Bernard, Ricard Isong, Samuel Awuku                                                                                | Mark Spears, Richard Isong, Sammy Soso, Austin Jux-Chandler b c                                  | 2:57     |
| 3.  | Igual Que Un Ángel (feat. Peso Pluma)     | Kali Uchis, Manuel Lorente, Carter Lang, Dylan Wiggins                                                                                              | Carter Lang, Dylan Wiggins, Austin Jux-Chandler b, Jean Rodríguez c                              | 4:20     |
| 4.  | Pensamientos Intrusivos                   | Kali Uchis, Carter Lang, Nolan Lambroza, Westen Weiss                                                                                               | Carter Lang, Nolan Lambroza, Westen Weiss, Austin Jux-Chandler b                                 | 3:12     |
| 5.  | Diosa                                     | Kali Uchis, Mark Spears, Matthew Bernard, Richard Isong, Samuel Awuku, Victor Ekpo, Ayanna                                                          | Mark Spears, Richard Isong, Sammy Soso, Austin Jux-Chandler b                                    | 2:36     |
| 6.  | Te Mata                                   | Kali Uchis, Manuel Lara, Josh Crocker, Julián Bernal                                                                                                | Kali Uchis, Manuel Lara, Josh Crocker, Julián Bernal                                             | 3:52     |
| 7.  | Perdiste                                  | Kali Uchis, Mark Spears, Richard Isong | Mark Spears, Richard Isong                                                                       | 2:24     |
| 8.  | Young Rich & in Love                      | Kali Uchis, Jakob Rabitsch Yakob, Pasqué, Irvin Mejia                                                                                               | Kali Uchis, Jakob Rabitsch Yakob, Pasqué, Irvin Mejia                                            | 3:18     |
| 9.  | Tu Corazón Es Mío…                        | Kali Uchis, Jakob Rabitsch Yakob, Pasqué, Irvin Mejia                                                                                               | Kali Uchis, Jakob Rabitsch Yakob, Pasqué, Irvin Mejia                                            | 2:45     |
| 10. | Muñekita (feat. El Alfa & JT)             | Kali Uchis, Emanuel Herrera Batista, Jatavia Johnson, Chael Betances, Hector Mazzarri, Francisco Briceño Villa, Lorna Aponte Acosta, Rodney Donalds | Hector Mazzarri, FABV, Austin Jux-Chandler c                                                     | 3:39     |
| 11. | Labios Mordidos (feat. Karol G)           | Kali Uchis, Carolina Giraldo Navarro, Cristina Chiluiza, Brandon Cores, Lara, Alberto Melendez                                                      | Lara, Albert Hype, Austin Jux-Chandler                                                           | 3:15     |
| 12. | No Hay Lay Parte 2 (feat. Rauw Alejandro) | Kali Uchis, Raúl Ocasio Ruiz, Chiluiza, Servando Primera Mussett, Cristian Salazar, Pablo Díaz-Reixa, Jack Latham, Marcos Masís                     | Kali Uchis, El Guincho, Jam City, Ovy on the Drums, Geeneus, Tainy, Jakob Rabitsch Yakob, Pasqué | 3:08     |
| 13. | Heladito                                  | Kali Uchis | Josh Crocker, Austin Jux-Chandler b                                                              | 2:24     |
| 14. | Dame Beso/Muévete                         | Kali Uchis, Martin Rodríguez Vicente, Giancarlo Calderon, Guillermo Parra                                                                           | Cromo X, Gil Produc a, Polo Parra a, Austin Jux-Chandler b                                       | 3:35     |

Orquídeas Parte 2
| Nr. | Titel                                    | Songschreiber | Produzent                                                          | Länge |
| --- | ---------------------------------------- | ------------- | ------------------------------------------------------------------ | ----- |
| 15. | Adicto                                   | Kali Uchis    | Kali Uchis, Andy Seltzer, Vicky Farewell                           | 2:52  |
| 16. | Young, Rich & In Love (Kaytranada Remix) | Kali Uchis    | Kali Uchis, Irvin Mejia, Jakob Yakob, Pasqué, Louis Kevin Celestin | 3:52  |
| 17. | Simple                                   | Kali Uchis    | Kali Uchis, Jeff Hazin, Nick Ferraro, Stacey Shopsowitz            | 3:22  |
| 18. | Como Debe Ser                            | Kali Uchis    | Kali Uchis, Julio Reyes Copello                                    | 3:29  |

## Chartplatzierungen

### Album
| \| ChartsChartplatzierungen[49] \| Höchstplatzierung \| Wochen \| \| ------------------------------ \| ----------------- \| ------ \| \| Deutschland (GfK) \| 47 (1 Wo.) \| 1 \| \| Schweiz (IFPI) \| 13 (2 Wo.) \| 2 \| \| Vereinigte Staaten (Billboard) \| 2 (12 Wo.) \| 12 \| \| Vereinigtes Königreich (OCC) \| 99 (1 Wo.) \| 1 \| |                   |        |
| ChartsChartplatzierungen | Höchstplatzierung | Wochen |
| Deutschland (GfK) | 47 (1 Wo.)        | 1      |
| Schweiz (IFPI) | 13 (2 Wo.)        | 2      |
| Vereinigte Staaten (Billboard) | 2 (12 Wo.)        | 12     |
| Vereinigtes Königreich (OCC) | 99 (1 Wo.)        | 1      |

### Singles
| Jahr | Titel           | Höchstplatzierung, Gesamtwochen, AuszeichnungChartplatzierungen (Jahr, Titel, , Platzierungen, Wochen, Auszeichnungen, Anmerkungen) | Höchstplatzierung, Gesamtwochen, AuszeichnungChartplatzierungen (Jahr, Titel, , Platzierungen, Wochen, Auszeichnungen, Anmerkungen) | Anmerkungen                                           |
| Jahr | Titel           | US | Latin | Anmerkungen                                           |
| ---- | --------------- | --- | --- | ----------------------------------------------------- |
| 2024 | Muñekita        | — | Latin31 (6 Wo.)Latin | Erstveröffentlichung: 4. August 2023 mit El Alfa & JT |
| 2024 | Labios Mordidos | US97 (1 Wo.)US | Latin10 (14 Wo.)Latin | Erstveröffentlichung: 23. November 2023 feat. Karol G |

## Mitwirkende
Musik
| - Kali Uchis: Gesang - Peso Pluma: Gastkünstler (Titel 3) - El Alfa: Gastkünstler (Titel 10) - JT: Gastkünstlerin (Titel 10) - Karol G: Gastkünstlerin (Titel 11) - Rauw Alejandro: Gastkünstler (Titel 12) - Jean Rodríguez: Begleitgesang (Titel 3) - Giampaolo Lamparelli: Programming (Titel 3) | - Cameron Stone: Cello (Titel 6) - Paul Cartwright: Streichinstrumente/Violine (Titel 6) - Raul Román: Akkordeon (Titel 14) - Isais Leclerc: Bassgitarre (Titel 14) - Nicky Catarey: Perkussion (Titel 14) - Fredy Junior: Piano (Titel 14) - Salvador D'Oleo: Saxophon (Titel 14) - Paul Nuñez: Trompete (Titel 14) |

Produktion
| - Mike Bozzi: Mastering (Titel: 1–9, 11–14) - Chael Produciendo: Mastering und Abmischung (Titel 10) - Neal H Pogue: Abmischung (Titel: 1–9, 11 & 13) - Prash „Engine-Earz“ Mistry: Abmischung (Titel 12) - Polo Parra: Abmischung (Titel 14) - Austin Jux-Chandler: Engineering | - Aleksi Godard: Engineering (Titel: 2, 10 & 13), Zusätzliches Engineering (Titel 3) - Luca Brown: Engineering (Titel: 2, 3, 6, 7, 9, 10, 13 & 14) - Enrique Larreal: Engineering (Titel 3) - Jena Rodríguez: Engineering (Titel 3) - Jack Doutt: Mastering-Assistent (Titel: 1–9, 11–14) |